# St. Cornelius und Cyprian (Probstried)

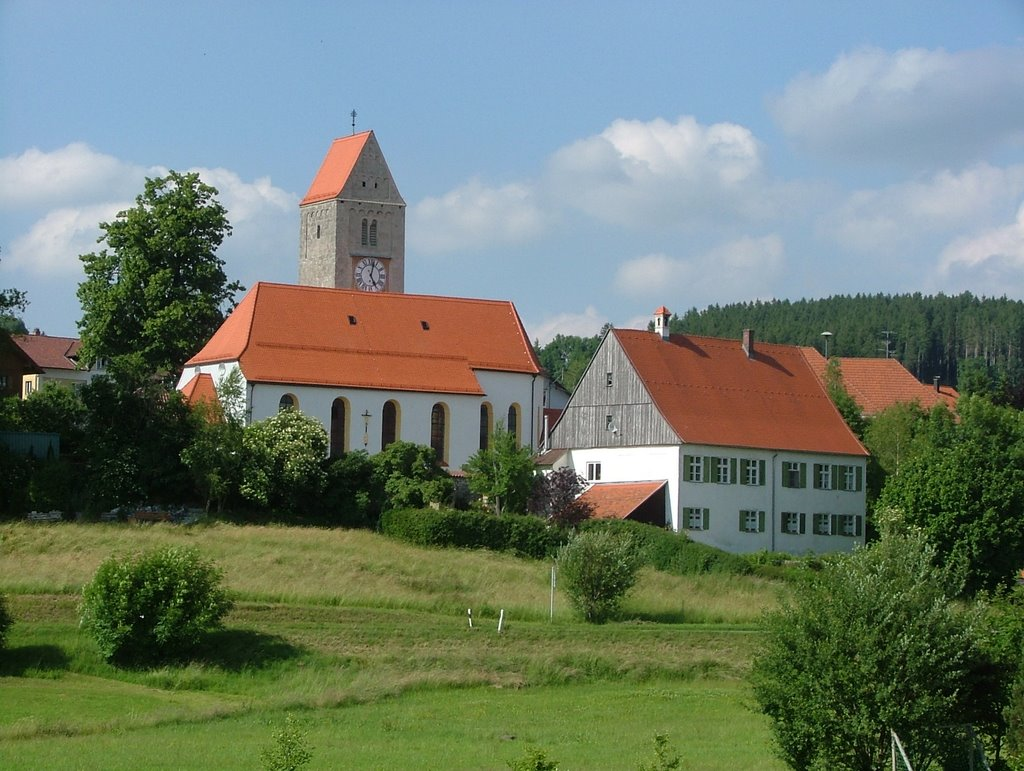
St. Cornelius und Cyprian in Probstried, rechts vorne das Pfarrhaus

Die katholische Pfarrkirche St. Cornelius und Cyprian befindet sich in Probstried, einem Ortsteil von Dietmannsried im Landkreis Oberallgäu in Bayern. Das Kirchengebäude steht unter Denkmalschutz.

## Geschichte
Der älteste Baubestandteil der Kirche ist der Kirchturm der vermutlich noch aus dem 13. Jahrhundert stammt. Die Kern der Kirche ist spätmittelalterlich und gehörte seit 1468 bis zur Säkularisation zum Fürststift Kempten. In den Jahren 1666 bis 1683 wurde die Kirche umgestaltet und repariert. Das Langhaus wurde 1739/1740 erweitert, ebenso wurde in diesen Jahren die Stuckaturen und die Fresken geschaffen. Eine umfangreiche Restaurierung und Erneuerung der Innenausstattung erfolgte 1877 bis 1879. Die Kirche wurde abermals in den Jahren 1948/1949 sowie 2017/18 restauriert.

## Baubeschreibung
Das einschiffige Langhaus besteht aus vier Fensterachsen und besitzt eine gedrücktes Tonnengewölbe. Vier Säulen auf der Westseite des Langhauses tragen die Doppelempore. Durch einen runden Chorbogen schließt sich der eingezogene dreiseitig geschlossene Chor an. Dieser besteht aus zwei Fensterachsen und ist, wie das Langhaus, mit einem Tonnengewölbe abgeschlossen. Im Langhaus und Chor befinden sich rundbogige Fenster. Der Zugang zur Kirche befindet sich an der Westseite durch eine rundbogige Türe mit Sandsteinfassung. Aus dem Jahr 1907 stammt das Vorzeichen mit Zugang zur Empore. Der Kirchturm aus Tuffsteinquadern befindet sich an der Nordwand des Langhauses. Er ist unverputzt und mit einem Satteldach gedeckt. Die Klangarkaden bestehen aus rundbogigen gekoppelten Öffnungen. Diese sind durch achteckige Zwischensäulen aus Tuffstein unterbrochen. Ein Fratzenkopf befindet sich auf der Nordseite an der Spitze des Dreipassfeldes. Die Sakristei ist an der Ostwand des Chores angebaut und mit einem abgewalmten Satteldach gedeckt.

## Kirchenausstattung

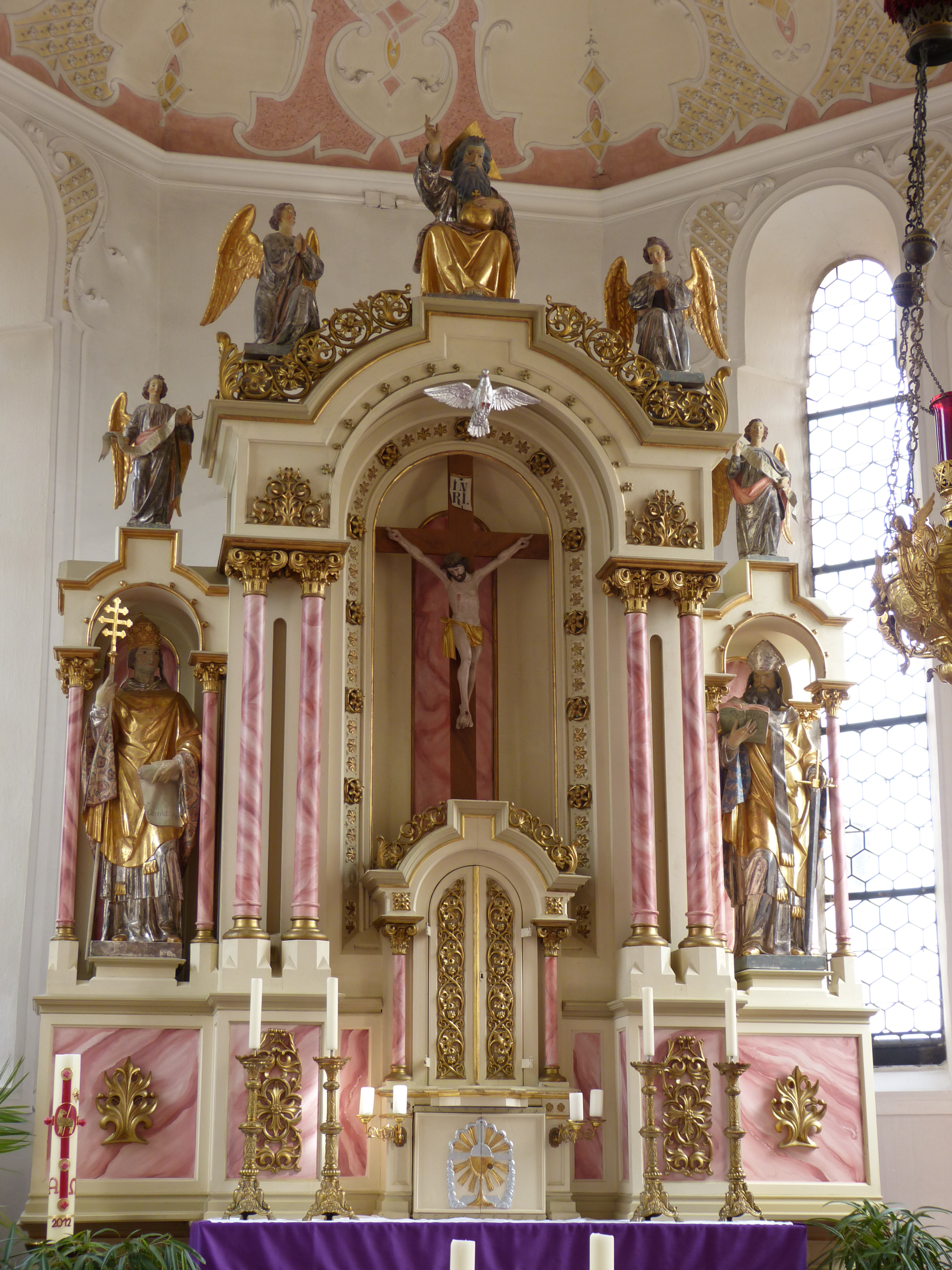
Hochaltar

Der Hochaltar, wie auch die Seitenaltäre, stammen von 1877/1879 und wurden von Wilhelm Engel aus Babenhausen geschaffen. Die Deckenfresken in Chor und Langhaus stammen von 1740 und wurden im Zuge der Renovierung 1948/1949 wieder freigelegt. Im Chor ist die Flucht nach Ägypten und im Langhaus der Tod des heiligen Joseph dargestellt. Der Stuck mit Laub- und Bandelwerk sowie Gitterfeldern und Blütengehängen wurde auf Basis alter abgeschlagener Stuckreste während der Renovierung 1948/49 erneuert. 
Das aus Sandstein bestehende Taufbecken ist am Fuß mit 1767 bezeichnet. Eine geschnitzte Figurengruppe der Taufe Christi befindet sich auf dem Deckel des Taufbeckens. Die Bruderschaftsstangen mit bemalten Blechtafeln stammen aus dem 18. Jahrhundert. Mehrere Holzfiguren befinden sich in der Kirche. So sind im Langhaus ein Christoph Rodt zugeschriebener hl. Sebastian um 1620, eine Tragstange mit Immaculata aus der Mitte des 18. Jahrhunderts, ein Kruzifix aus dem 18. Jahrhundert und ein barockes Vortragekreuz vorhanden. Mehrere Leuchterengel aus dem 18. Jahrhundert befinden sich in Sakristei. An der westlichen Außenfassade in einem gemauerten Giebelhaus ist ein Kerkerchristus aus dem späten 18. Jahrhundert aufgestellt. Zwei Grabplatten für Pfarrer Franz Kopp († 1737) und Joseph Maur († 1751) aus Sandstein sind außen an der Südwand der Sakristei eingesetzt.

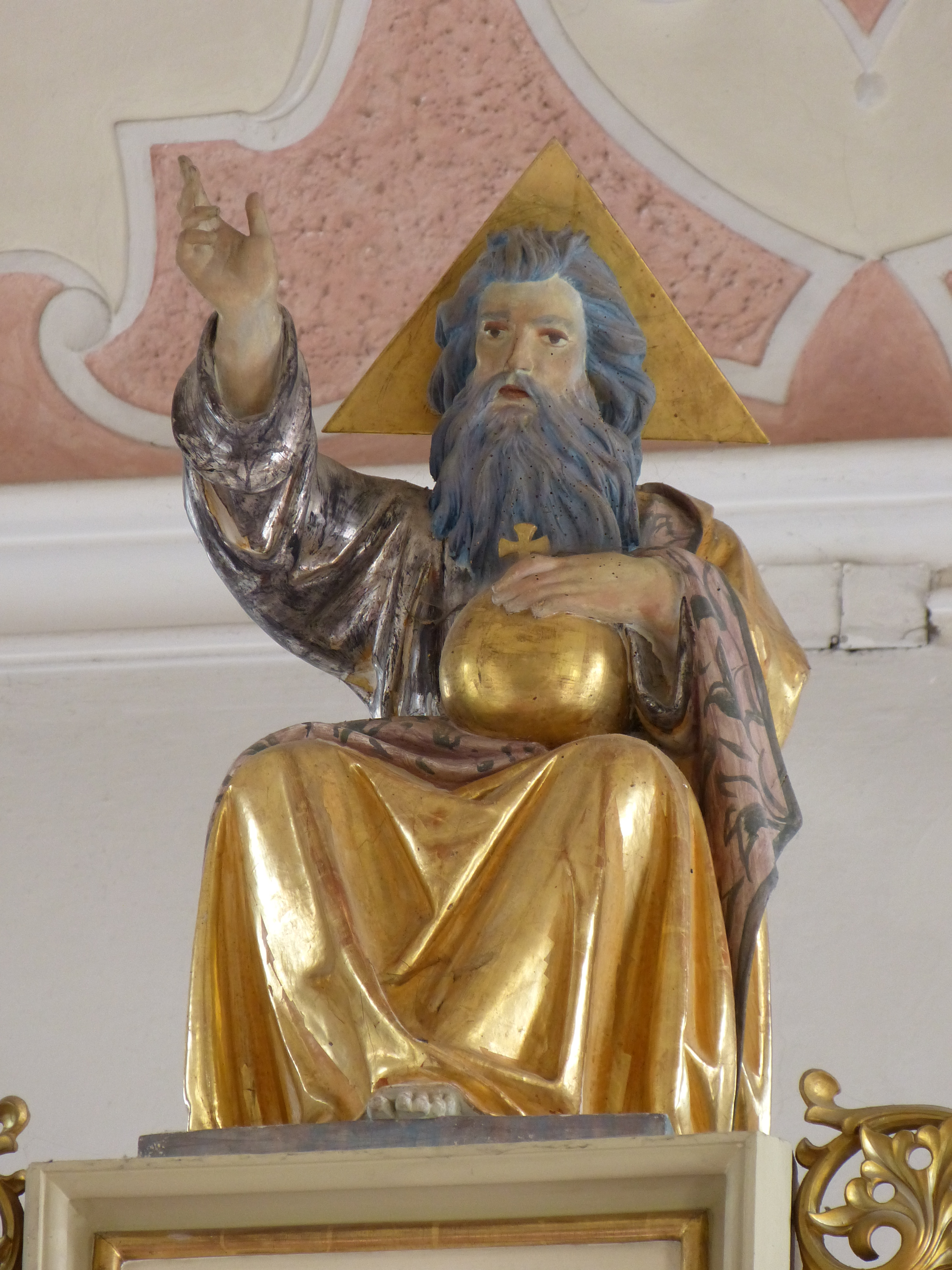
Gottvater auf dem Hochaltar
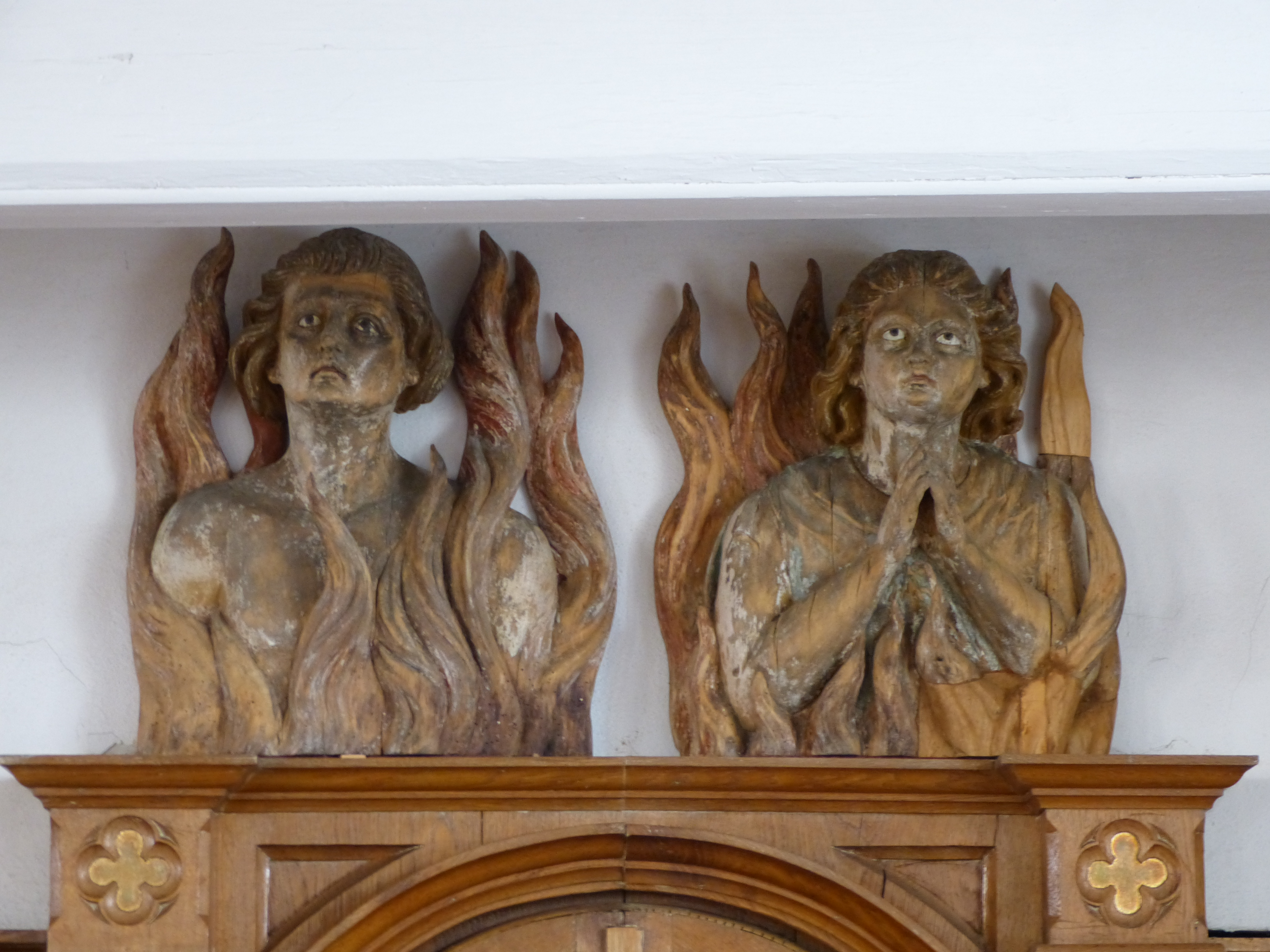
Arme Seelen im Fegefeuer
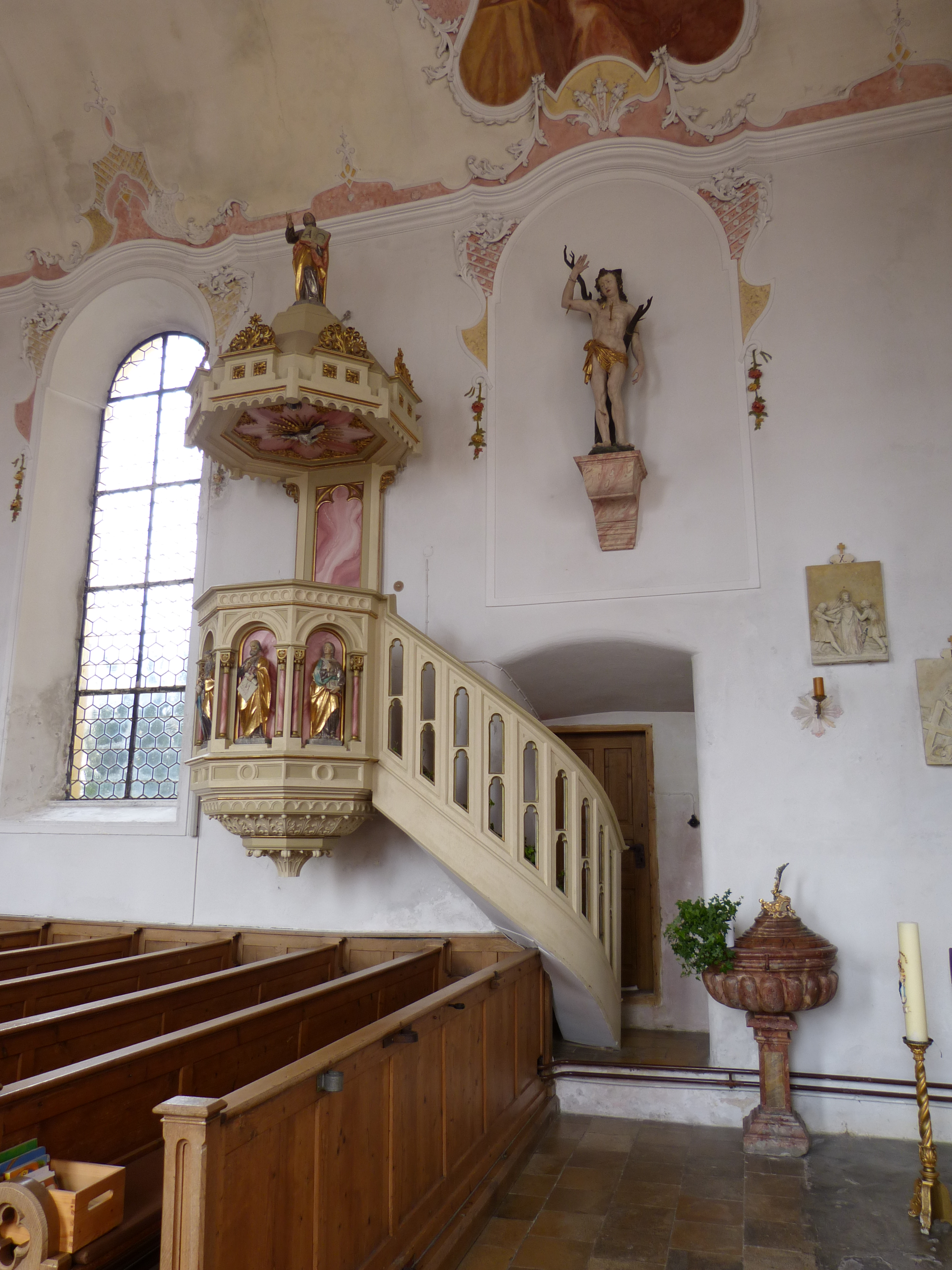
Kanzel